# Óblast de Brest
El óblast de Brest (en bielorruso: Брэ́сцкая во́бласць, Bresckaja vobłaść; en ruso: Бре́стская о́бласть, Bréstskaya óblast) es una de las seis regiones que conforman la República de Bielorrusia. La capital de la provincia es Brest, de quien toma su nombre. La población del óblast de Brest es de 1 394 800 habitantes, un 14,7% del total de la población bielorrusa.

## Subdivisión territorial
Se subdivide administrativamente en 16 raiones:
1. Raión de Baranavičy - centro administrativo: Baránavičy
2. Raión de Biaroza - centro administrativo: Biaroza
3. Raión de Brest - centro administrativo: Brest
4. Raión de Drahičyn - centro administrativo: Drahičyn
5. Raión de Hancavičy - centro administrativo: Hántsavichy
6. Raión de Ivacevičy - centro administrativo: Ivatsévichy
7. Raión de Janaŭ - centro administrativo: Ivánava
8. Raión de Kamianiec - centro administrativo: Kamianiec
9. Raión de Kobryn - centro administrativo: Kobryn
10. Raión de Lachavičy - centro administrativo: Liájavichy
11. Raión de Łuniniec - centro administrativo: Łuniniec
12. Raión de Małaryta - centro administrativo: Małaryta
13. Raión de Pinsk - centro administrativo: Pinsk
14. Raión de Pružana - centro administrativo: Pruzhany
15. Raión de Stolin - centro administrativo: Stolin
16. Raión de Žabinka - centro administrativo: Zhábinka

Por su tamaño, las ciudades de Brest, Baránavichi y Pinsk son ciudades subprovinciales y no forman parte de los raiones de los que son capital.

### Ciudades importantes
Las siguientes son las ciudades más pobladas de la provincia:
- Brest (en bielorruso: Брэст; en ruso: Брест) - 298 300
- Baranavičy (en bielorruso: Баранавічы; en ruso: Барановичи ) - 168 600
- Pinsk (en bielorruso: Пінск; en ruso: Пинск) - 130 500
- Kobryn (en bielorruso: Ко́брын, Ко́брынь; en ruso: Ко́брин) - 50 800
- Biaroza (en bielorruso: Бяро́за, Бяро́за-Карту́ская; en ruso: Берёза) - 29 700
- Ivacevičy (en bielorruso: Івацэвічы; en ruso: Ивацевичи) - 24 100
- Łuńińec (en bielorruso: Лунінец; en ruso: Лунинец)  - 23 900
- Pružany (en bielorruso: Пружаны; en ruso: Пружаны) - 19 800
- Ivanava, o Janava (en bielorruso: Іванава, Янава; en ruso: Иваново) - 16 300
- Drahičyn (en bielorruso: Драгічын; en ruso: Дрогичин) - 15 000
- Hántsavichy (en bielorruso: Ганцавічы; en ruso: Ганцевичи) - 14 800
- Mikashévichy (en bielorruso: Мікашэвічы; en ruso: Микашевичи) - 13 700
- Belaaziorsk (en bielorruso: Белаазёрск; en ruso: Белоозёрск) - 13 200
- Zhábinka (en bielorruso: Жабінка; en ruso: Жабинка) - 12 800
- Stolin (en bielorruso: Сто́лін; en ruso: Сто́лин) - 12 500
- Liájavichy (en bielorruso: Ляхавічы; en ruso: Ляховичи) - 11 600
- Malaryta (en bielorruso: Маларыта; en ruso: Малорита) - 11 500
- Kámieniets (en bielorruso: Камяне́ц; en ruso: Ка́менец) - 8 700
- Davyd-Haradok (en bielorruso: Давыд-Гарадок; en ruso: Давид-Городок) - 7 100
- Vysókaye (en bielorruso: Высокае; en ruso: Высокое) - 5 300
- Kosava, o Mereszowszczyzna (en bielorruso: Косава; en ruso: Косово) - 2 400

## Demografía

Composición étnica de los raiones de la provincia de Brest según el censo de 2009
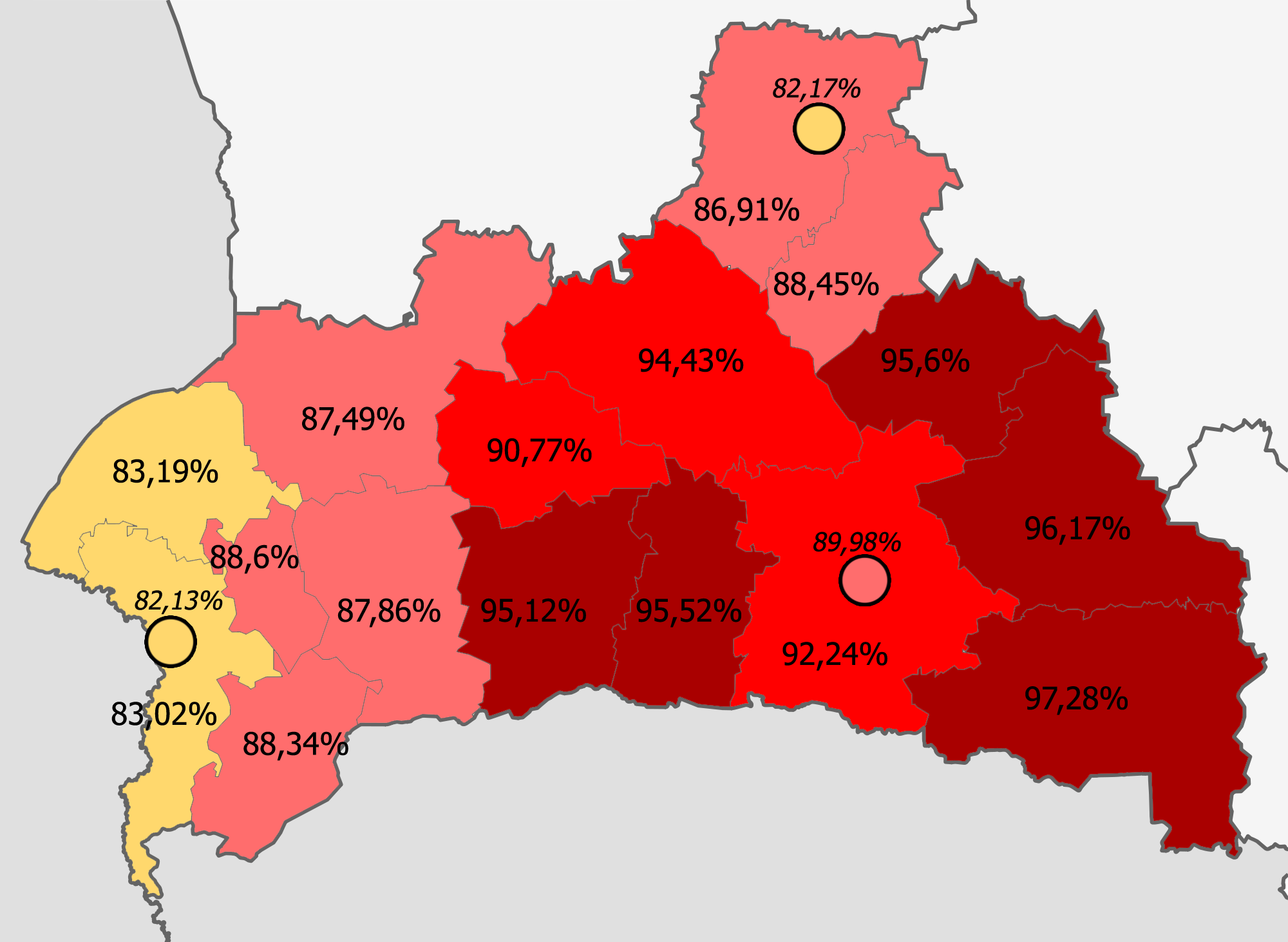
Bielorrusos en la provincia     >95%     90—95%     85—90%     <85%
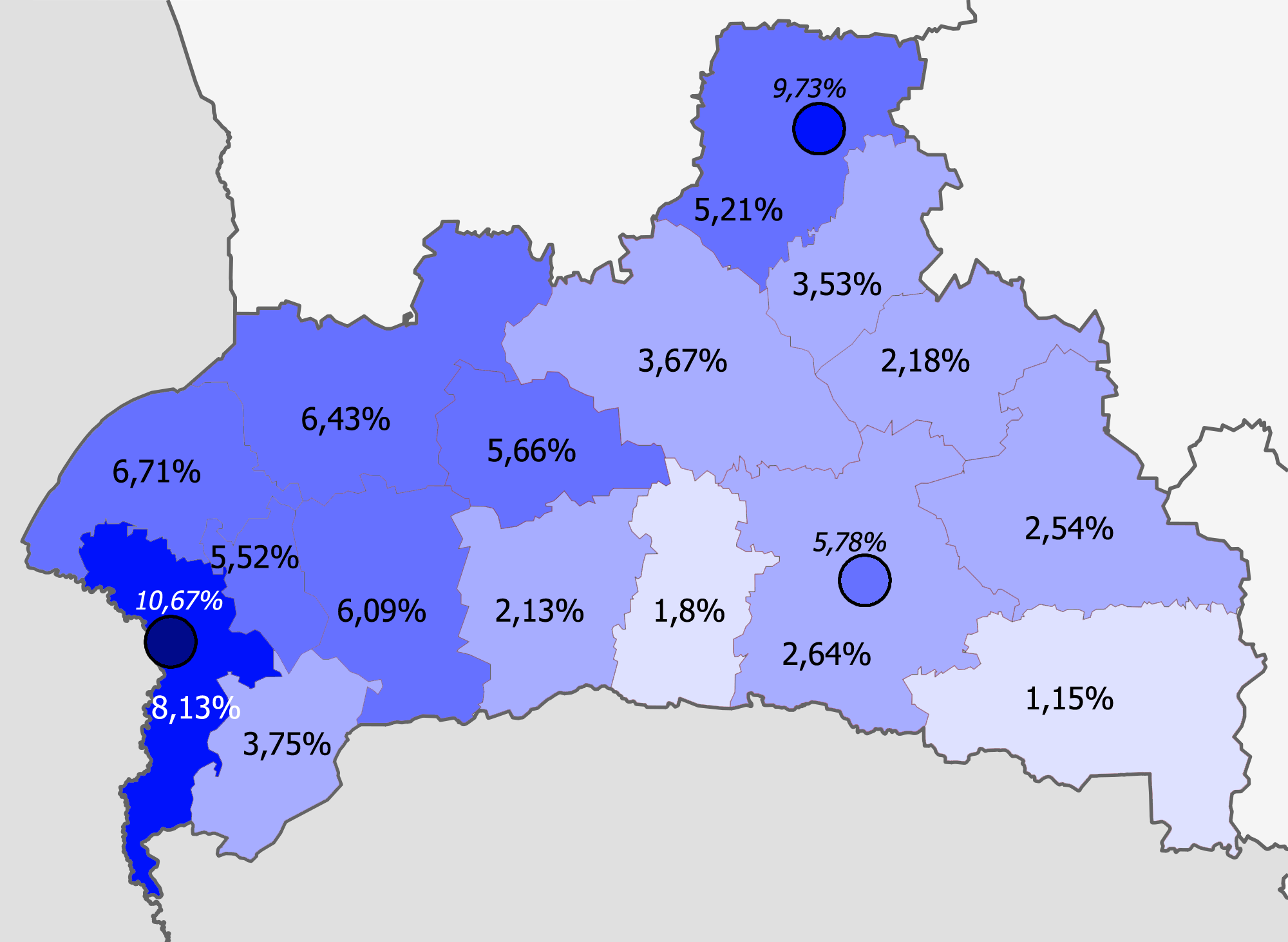
Rusos en la provincia     >10%     8–10%     5–8%     2–5%     <2%
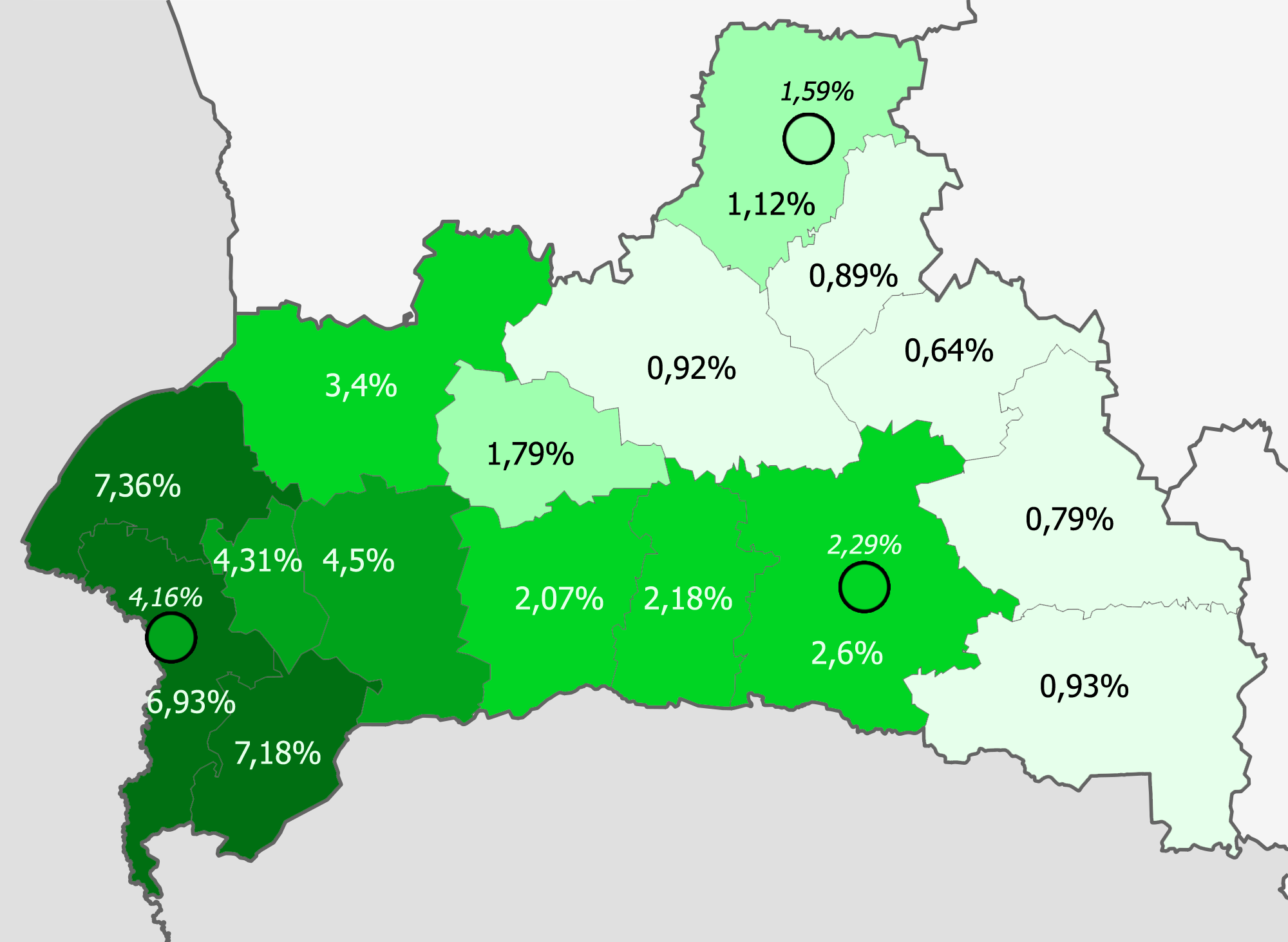
Ucranianos en la provincia     >6%     4–6%     2–4%     1–2%     <1%
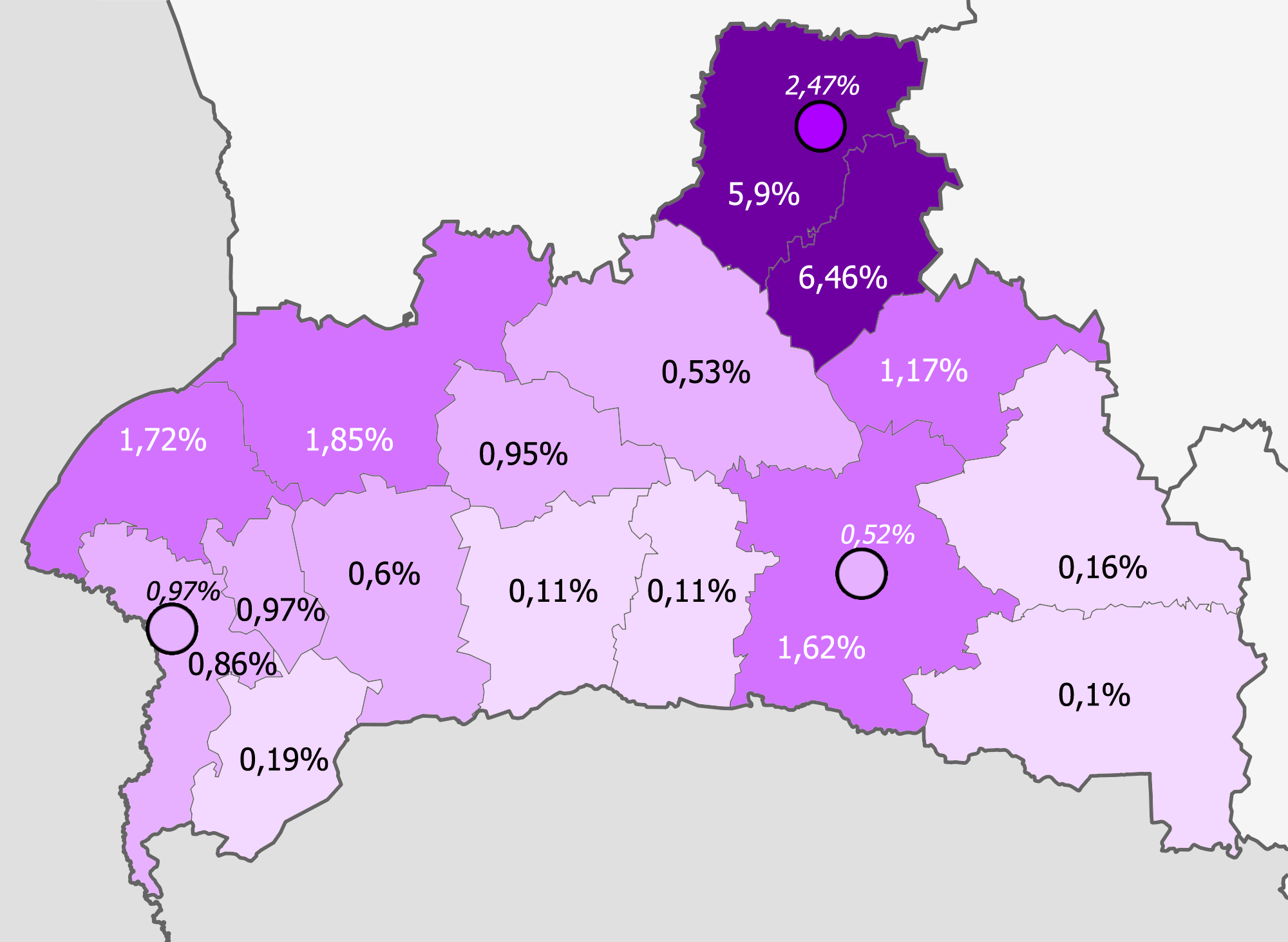
Polacos en la provincia     >5%     2–5%     1–2%     0.5–1%     <0.5%